# Conseil européen pour la fatwa et la recherche
Le Conseil européen pour la fatwa et la recherche est une fondation islamique privée, dont le siège se situe à Dublin, en Irlande. Il a vu le jour les 29 et 30 mars 1997 à l’initiative de l’Union des organisations islamiques en Europe (UOIE). Composé de membres cooptés dont les deux tiers résident en Europe, il était dirigé par le Qatarien d’origine égyptienne Youssef al-Qaradâwî.

## Doctrine
Le Conseil considère que la charia doit être la norme absolue pour tous les musulmans. Dans cet esprit, le Conseil s’est donné pour but d’unifier la jurisprudence islamique et d’édicter collectivement pour les musulmans européens des fatwas qui, selon ses membres, respectent intégralement la charia tout en tenant compte de l’environnement local et du statut de minorité religieuse de leurs destinataires. Il se veut aussi un organe de recherche explorant par quelles voies l’application de la charia inaltérée aux musulmans d’Europe est possible. Outre les fatwas collectives, il diffuse les fatwas d’Al-Qardaoui, son président, lié aux Frères musulmans.
Un autre objectif déclaré est d’unir les érudits musulmans vivant en Europe.
Le Conseil entreprend et encourage des initiatives de formation d’imams locaux en accord idéologique avec lui. L’Institut européen des sciences humaines de Château-Chinon et le European Institute for Humanitarian and Islamic Studies, au Royaume-Uni, en sont deux exemples. Il s’efforce, là ou cela est possible, d’être reconnu officiellement comme faisant autorité en matière de religion musulmane.
Outre l’UOIE, il a des liens particuliers avec les associations Al-Maktoum Charity Organisation (Dublin) et Milli Görüs (principale branche européenne en Allemagne).
Il est critiqué pour son traditionalisme.

## Fatwas sur la répudiation
Yousouf Ibram, l’imam de la mosquée de Genève et un des membres du CEFR, demande que la répudiation ne puisse se faire que devant des témoins. Car dit-il, la démarche devient déjà plus compliquée. Le mari est dorénavant obligé de donner des explications sérieuses. Les témoins, choisis dans la communauté musulmane, mettront toute leur énergie à réconcilier le couple.
Mais composé de 33 membres, le CEFR comprend un tiers de cheiks ne résidant pas en Europe. Saoudiens, Soudanais et Mauritaniens dénoncent cette innovation.
Abdoullah Ibn Youssef Al-Joudai, le secrétaire général du CEFR, représentant le Royaume-Uni, est parvenu à faire accepter une fatwa, particulièrement libérale, qui permet à une femme convertie à l’islam de rester mariée à son mari non musulman, alors que les interprétations traditionnelles de l'islam l’interdisent en principe.
Tahar Mahdi, représentant de la France au CEFR (celui-ci compte six Britanniques, cinq Français, trois Allemands) souhaiterait aller encore beaucoup plus loin en ce qui concerne la mise en cause de la répudiation. Il appelle à instituer une obligation préalable au divorce consistant à protéger la famille et qui nécessite la déposition devant une autorité judiciaire et que le divorce ne peut être validé que devant un juge et des témoins après une requête enregistrée.